# Gerhard Hanappi
Gerhard Hanappi (Wenen, 16 februari 1929 – aldaar, 23 augustus 1980) was een Oostenrijkse voetballer en architect.
Hanappi speelde 93 wedstrijden voor de nationale ploeg van Oostenrijk. Op clubniveau beleefde Hanappi zijn succesvolste periode bij Rapid Wien (1950-1965). Hij won met Rapid 7 maal het kampioenschap van Oostenrijk.
Na zijn voetbalcarrière ging Hanappi aan het werk als architect. Hij tekende de nieuwe plannen voor het Weststadion in Wenen. Dit stadion werd na zijn dood in 1980 naar hem genoemd, de thuisbasis van Rapid Wien heet nu Gerhard Hanappi-Stadion.